# Football amateur club de Nice
 (novembre 2023).
- Si vous ne connaissez pas le sujet, laissez ce bandeau (vous pouvez alors contacter les auteurs).
- Si vous supprimez le contenu mis en cause (vous pouvez préalablement contacter les auteurs),

argumentez précisément cette suppression dans la page de discussion
(un manque de référence n'est pas un argument ; une recherche réelle de référence doit avoir été effectuée, être formellement documentée).
Maillots
Le Football amateur club de Nice, abrégée en FAC Nice, est un club de football français créé en 1920 et basé dans la ville de Nice (Alpes-Maritimes).
Son seul sacre est celui de champion de Côte d'Azur en 1930. Le FAC obtient le statut professionnel pendant une demi-saison en 1933. Après la Seconde Guerre mondiale, le FAC devient le Football Amateur Club Clemenceau de Nice, il disparaît le 20 juillet 2010 et arrête toutes ses activités.

## Histoire

### La genèse (1899-1919)
L'histoire du Football amateur club de Nice 1920, trouve son origine dans le premier club de la capitale azuréenne : le Football Vélo Club de Nice, créé en 1899, devenu en 1912 le FC Libertas puis en 1913 le Football Athlétic Club de Nice (FAC). Au début de l'année 1919, le FAC fusionne avec le Gallia Sports pour donner le Gallia Football Athlétic Club de Nice (GFAC), cette fusion amène également la perte du club qui se voit absorbé par le Gymnaste Club Nice (futur OGC Nice) en fin d'année 1919. Ce dernier arbore les couleurs rouge et noir du GFAC en son honneur.
Il s'agit là de la fin de la plus ancienne association de football de la ville mais seulement trois mois après la disparition du club doyen, certains joueurs tels que Casimir Goitschel suivi de François Seassau, Louis Pin et d'autres n'ayant pas adhéré au GC Nice prennent l'initiative de refonder le FAC.

### Nouvelle ère (1920-1927)
C'est donc le 17 janvier 1920 que les anciens facmens sont de retour, comme intitulé dans les journaux locaux de cette époque et refondent le club sous l'appellation Football Amateur Club de Nice. À cette période deux clubs d'une même ville ne peuvent porter les mêmes couleurs, c'est pourquoi le FAC choisit à la place de ses anciennes (rouge et noir) le bleu et rouge.
Dès sa création, le club tient à s'implanter dans le décor footballistique des Alpes-Maritimes. Le FAC  joue son premier match le dimanche 29 février 1920 face à l'Herculis de Monaco au terrain de Fontvieille, pour une victoire monégasque par 3-0.
L'affiliation à la Fédération française de football (FFF) date du 23 août de cette année.
Dans la foulée de sa première année le club organise le challenge Dunes, opposant les meilleures équipes de Deuxième série du district de la Côte d'Azur. Il est remporté la première année par l'US Cap-Martin. Les bleus et rouge s'installent durant cinq années en championnat de Deuxième série avant d'accéder à la Première série en 1925-1926. Le FAC fait l'ascenseur une saison en 1926-1927, en redescendant en deuxième série, puis en 1927-1928 en remontant en première série.
Pour la saison 1926, après l'athlétisme, le vélo et le football, les facmens deviennent également des basketteurs et pour leur premier match de championnat de France, face à l'Olympia Sport de Toulon au premier tour, les Niçois sortent victorieux.
Le 30 janvier 1927 a lieu l'inauguration du stade Saint-Maurice (Stade du Ray) de l'OGC Nice qui organise pour l'occasion un match amical, opposant l'équipe première de l'OGC Nice à une sélection de joueurs de la ville, parmi les joueurs de cette sélection, on trouve trois joueurs du FAC (Bozon, De Belly, Maggiore).
Le 9 octobre 1927, sous la présidence de Casimir Goitschel, le FAC joue le match d'inauguration du stade municipal de l'ouest et la création de sa nouvelle tribune (ex stade Bonfils). Opposés à l'AS Roquebrune-Cap-Martin, les niçois l'emportent 4 buts à 0.

### Le parcours amateur (1928-1933)
Après la remontée en première série pour la saison 1927-1928, le FAC  ne redescend plus jusqu'à l'arrivée de la guerre en 1939.
Le Football amateur club, obtient son premier sacre de champion sous la présidence de Lucien Nègre, en 1930 ce qui fait de ce titre, le premier du club au titre de champion de la Côte d'Azur.
En 1929 le FAC joue un 1/64e de finale de Coupe de France face à l'Olympique de Marseille (OM) pour une victoire par 6 à 1 des phocéens.
Les parcours en championnat de France ne font pas connaître la gloire aux niçois, qui par la suite, atteignent le troisième tour à deux reprises en 1930 et 1932, éliminé à chaque fois par l'AS Monaco.
Durant ces années certains facmens restent fidèle au club, comme Robert Goitschel de 1921 à 1929, avant de partir pour l'Olympique de Marseille (OM), Auguste Mariano Domenge de 1920 à 1933, Daumas de 1920 à 1935.
Les bleus et rouges ont eu dans leurs rangs de bons joueurs partis ensuite vers de meilleurs clubs, comme :
- Robert Costamagna formé au club, parti ensuite pour l'OGC Nice en 1933 ou encore l'OM ;
- Édouard Crut, international français, passé par le FAC lors de la montée en division 2 ;
- Maurice Caron, niçois de 1932 à 1933 qui prend par la suite la route de l'AS Saint-Etienne, du CA Paris puis du Stade Malherbe de Caen.

Le FAC accueille plusieurs joueurs de l'OGC Nice, tel que Soukup et Nyul arrivé la même année en 1928, ou par la suite Renato Lombardo en 1933, ou encore André Gustave Ballereau également en 1933.

### Le professionnalisme (1933-1934)
Le club prend le statut professionnel en 1933 pour participer au championnat de Division 2 1933-1934. Pour l'occasion, il est décidé de changer le nom en Football Athlétic club de Nice. Le FAC  évolue avec un maillot bleu à parements rouges et joue au Stade Bonfils à Saint-Augustin-du-Var. L'entraîneur de l'équipe professionnelle est Maurice Gordolon. Le FAC est alors le deuxième club professionnel de la ville puisque l'OGC Nice participe déjà au premier championnat de France professionnel en 1932-1933.
La première journée du championnat a lieu le 3 septembre 1933, le FAC perdant à domicile devant l'Association sportive de Monaco sur le score de 2-3 (1-2 à la mi-temps). Une semaine plus tard, le club perd sur un score identique à l'extérieur contre l'Association sportive de Saint-Étienne (2-2 à la mi-temps). Pour la troisième journée, les Niçois s'inclinent au Hyères Football Club 3-1 (1-1 à la mi-temps) le 24 septembre. Le FAC dépose une réclamation contre deux joueurs de Hyères, Harthong et Pasquini, la réclamation étant déboutée le 5 octobre par la commission centrale des statuts et des règlements.
Le 1er octobre, le FAC obtient son premier point avec un match nul 1-1 sur le terrain du Sporting club de la Bastidienne à Bordeaux. À la suite d'une réclamation des Bordelais contre la qualification du joueur niçois Ferenc Sendula, la victoire est attribuée à la Bastidienne sur tapis vert 3-0. Le FAC est exempt lors de la cinquième journée le 15 octobre. Une semaine plus tard, la réception du Football Club de Lyon se solde sur un match nul 0-0. Le FAC dépose alors une réclamation contre la régularité de la qualification de deux joueurs lyonnais. Celle-ci est prise en compte par la commission de contrôle des compétitions, qui donne le 16 novembre 1933 le match gagné sur tapis vert 3-0 au FAC pour une non-qualification du joueur Toth.
La rencontre suivante à Béziers face au Stade olympique Biterrois est reporté. Pour la huitième journée, le FAC obtient un match nul 1-1  à domicile face à l'Olympique alésien le 11 novembre 1933. Le 26 novembre, le club perd 3-0 à Bordeaux sur le terrain du Club Deportivo Espanol. Enfin le 3 décembre, le FAC s'incline 2-0 à l'extérieur contre l'Association sportive de Monaco. Cette rencontre est aussi la dernière jouée par les Niçois, la rencontre reportée contre Béziers n'étant plus disputée en raison de l'abandon du FAC.
Le FAC compte dans ses rangs Édouard Crut, international français en provenance de l'OGC Nice. Après une première suspension de 15 jours du joueur en septembre, le club résilie le contrat professionnel de celui-ci le 5 octobre 1933 pour « indiscipline, mauvaise tenue sur le terrain et manque d'assiduité aux séances d'entraînements ». Après contestation du joueur, le club ne fournit aucune preuve de ces faits et la commission du statut du joueur professionnel, organe de la FFF, refuse la résiliation du contrat. En raison de ce différend, l'équipe professionnelle quitte la FFF le 3 décembre 1933.
Le club décide d'abandonner le championnat en cours de saison après huit matchs disputés. Ceci en raison notamment du « manque de soutien financier de la mairie, du public peu nombreux, et des frais de déplacements énormes pour l'époque ». La commission du championnat de France professionnel est informée le 12 décembre de la dissolution de l'équipe professionnelle du FAC. L'abandon du statut professionnel est effectif le 18 décembre 1933.
Le FAC dispute en tout huit rencontres du groupe sud de la Division 2 1933-1934.
Le bilan du Football Athlétic club de Nice dans ce championnat de Division 2 (1933-1934) est d'une victoire acquise sur tapis vert, pour un match nul et six défaites dont une sur tapis vert.
L'effectif pour la saison 1933-1934 est professionnel. Parmi les joueurs recrutés, certains proviennent de l'OGC Nice : André Ballereau, Pierre Bessero qui est le frère du gardien de but de l'OGC Nice Joseph Bessero, le Grec Emmanuelides, Jean Ferloni, le Hongrois Raoul Lyka et Antonin Rayon. D'autres anciens de l'OGC Nice rejoignent également le FAC. Il s'agit de l'international français Édouard Crut et du gardien Italien Renato Lombardo en provenance du Milan Football Club.

### LeFACaprès la seconde Guerre mondiale (1945-2010)
Après une courte saison en D2 française et le retour au statut amateur, le club reprend l'appellation Football amateur club de Nice. Après la Seconde Guerre mondiale, le club se renomme Football amateur club Clemenceau, du nom de la rue du siège social du club (rue Georges-Clemenceau à Nice).
Le club effectue un changement de bureau directionnel en 1934, c'est alors que Charles Massa (ancien facmen) devient président du club. Malgré un remaniement le FAC ne fait plus beaucoup parler de lui sur le plan national comme régional. Effacé par d'autres clubs en pleine croissance dans les Alpes-Maritimes, le FAC ne retrouve jamais son lustre des premières années de compétitions, avec quelques apparitions en Coupe de France, comme en 1957 éliminé par forfait au 2e tour, qui les oppose au Lavéra de Martigues.
Dans les années de 1990 à 2010, sous la présidence de Thierry Luquet, la seule équipe senior est une équipe de foot à 7.
Le club finit même par être radié de la FFF le 20 juillet 2010.

## Identité

### Changements de nom
- 1920-1933 : Football Amateur Club de Nice
- 1933-1934 : Football Athlétic Club de Nice[7]
- 1934-1939 : Football Amateur Club de Nice
- 1945-2010 : Football Amateur Club Clemenceau de Nice

## Palmarès et records

### Records nationaux
- en 1930, 4e tour de Coupe de France (1/64e de finale à l'époque)[8] ;
- en 1931, 3e tour de Coupe de France (1/128e de finale à l'époque)[9] ;
- en 1932, 3e tour de Coupe de France (1/128e de finale à l'époque)[10].

### Records départementaux
- en 1930, champion de Côte d'Azur (première série).

## Rivalités sportives
Le FAC connaît une grande rivalité en championnat de première série. Son plus grand rival a été l'International Football Club de Nice, un club qui participe aux compétitions depuis 1909-1910. Ces deux associations se sont retrouvées régulièrement opposées en première et deuxième série de Côte d'Azur. Les journaux de l'époque Le Petit Niçois ou encore L'Éclaireur affichent la rencontre en page sportive comme le derby niçois ou encore les facmens face aux internationaux.
D'autres rivalités ont eu lieu avec des équipes comme l'Avant Garde Gauloise de Nice, l'Herculis de Monaco ou encore l'OGC Nice qui a été un grand rival en équipe juniors.
La rivalités la plus importante a été avec l'AS Monaco, que le FAC a rencontré de nombreuses fois en coupe de France, en première série de Côte d'Azur ou encore en Division 2 professionnelle de 1933-1934.

## Couleurs
| Années · 1920 | Champion de Côte d'Azur 1929-1930 | Années 1931 à 1934 |

Les « maillots bleus à parements rouges » est une phrase que l'ont retrouve dans les rubriques « convocations » des journaux locaux de l'époque. Les spectateurs savent alors grâce aux journaux si les joueurs jouent avec la tunique bleu et rouge ou bien la tunique blanche.
Après 1945 le club conserve ses couleurs en y ajoutant du doré.